# Стив Арчибалд
Стив Арчибалд (енгл. Steve Archibald; 27. септембар 1956) бивши је шкотски фудбалер. Након играчке каријере ради као фудбалски тренер.

## Kаријера
Играо је на позицији нападача. Био је један од најефикаснијих стрелаца у Шкотској. Члан је фудбалске Куће славних Шкотске од 2009. године. У каријери је наступао за познате клубове као што су Тотенхем хотспер, Барселона, Блекберн роверси, Абердин, Еспањол и Фулам.
За фудбалску репрезентацију Шкотске одиграо је 27 утакмица и постигао четири поготка. Са репрезентацијом је био учесник на два Светска првенства, 1982. у Шпанији и  1986. у Мексику. Постигао је један гол на Светском првенству 1982. против Новог Зеланда у групној фази (победа 5:2).

## Успеси

#### Клуб
Абердин
- Првенство Шкотске: 1979/80.

Тотенхем
- ФА куп: 1980/81, 1981/82.
- ФА Комјунити шилд: 1981.
- Куп УЕФА: 1983/84.

Барселона
- Ла Лига: 1984/85.